# Shiori Itō
Shiori Itō (伊藤 詩織, Itō Shiori) , née en 1989 à Kanagawa (Kantō), est une journaliste et réalisatrice japonaise et une militante de la lutte contre les violences sexuelles au Japon.

## Biographie
Shiori Ito est née en 1989 à Kanagawa. Son père travaille dans le bâtiment et sa mère est femme au foyer. Elle est l’aînée de trois enfants.
Après une année de lycée dans le Kansas, Shiori Itō suit des études de journalisme à l'université de New York en 2013. Elle effectue ensuite différentes missions entre les États-Unis et le Japon pour l'agence Reuters.
En avril 2015, elle porte plainte pour viol contre Noriyuki Yamaguchi (en), journaliste de télévision de la chaîne japonaise TBS et biographe du Premier ministre japonais Shinzō Abe, dont il est proche. Elle l'accuse de l'avoir droguée lors d'un dîner professionnel puis de l'avoir violée dans sa chambre à l’hôtel Sheraton Miyako de Tokyo. Noriyuki Yamaguchi, qui nie ces accusations, est inculpé par la justice japonaise mais son arrestation est annulée au dernier moment sur demande d'un responsable de la brigade criminelle, proche de Shinzō Abe. L'affaire est finalement classée sans suite en juillet 2015,.
En avril 2017, Shiori Itō décide de médiatiser cette affaire et s'exprime publiquement sur son viol lors d'une conférence de presse. Elle dénonce en particulier l'attitude de la police qui l'a découragée de porter plainte et qui lui a fait subir une reconstitution particulièrement traumatisante de la scène de viol. En octobre 2017, elle publie son récit dans un ouvrage intitulé La Boîte noire. Elle se heurte à l'incompréhension de ses proches et reçoit de nombreux messages haineux et menaces de mort. Son combat est à l'origine d'une modification de la législation japonaise sur le viol, qui jusque là ne punissait les viols que lorsque la victime prouvait avoir subi des violences ou des intimidations mettant sa vie en danger. Cependant, elle considère que ces lois sont toujours trop restrictives et qu'un programme de protection des victimes est nécessaire. En juin 2020 est adopté un plan porté sur trois ans, visant à réduire les violences sexuelles. La sociologue Chizuko Ueno estime que, grâce à elle, « la société japonaise refuse désormais de tolérer ces violences ». Shiori Itō est l'une des premières Japonaises à témoigner publiquement de son viol.
En février 2018, Shiori Itō est à l'origine du mouvement #WeTooJapan, déclinaison de #MeToo au Japon.
En 2019, elle devient égérie de la marque Calvin Klein pour une campagne spéciale dédiée aux femmes asiatiques.
Le 18 décembre 2019, le tribunal de district de Tokyo condamne Noriyuki Yamaguchi à lui verser 3,3 millions de yens (environ 27 000 euros) de dommages et intérêts. Juridiquement, il n'est cependant pas condamné au pénal pour l'avoir agressée mais doit lui verser un dédommagement après avoir reconnu « à demi-mot » l'agression.
Avec la tenniswoman Naomi Osaka, soutien du mouvement Black Lives Matter, elle fait partie des deux Japonaises figurant dans le classement des 100 personnalités les plus influentes de l'année 2020 du magazine américain Time.
Elle dirige et produit en 2024 le documentaire Black Box Diaries qui revient sur l'affaire. Le film est nommé pour un Oscar du meilleur film documentaire, une première pour une production japonaise, mais ne trouve pourtant pas de distributeur au Japon, dans le contexte d'une polémique qui enfle sur les enregistrements clandestins utilisés en 2017, pour documenter l'accusation de viol portée contre « un homme puissant ».

## Filmographie
- 2025 : Black Box Diaries (documentaire)[13]

## Distinctions
- Association de la presse libre du Japon - Prix de la liberté de la presse pour La Boîte noire[14] (2018)
- New York Festivals - médaille d'argent pour Undercover Asia: Lonely Deaths[15] (2018)